# 바위의 돔
바위의 돔(아랍어: قبة الصخرة 쿠밧 알사크라[*], 히브리어: כיפת הסלע 키팟 하셀라, 튀르키예어: Kubbet'üs-Sahra
, 영어: Dome of the Rock)은 이슬람교의 성지이며 예루살렘의 성전산 위에 있는 랜드마크이다. 우마이야 왕조의 칼리프인 아브드 알마리크의 명령에 따라 유대인들의 성전이 있던 자리에 691년에 완공되었다. 이후 1015년에 한번 무너져 내렸고, 1022년과 1023년 사이에 곧바로 재건되었다. 현재 우리가 볼 수 있는 사원 건물은 현존하는 이슬람교 양식 건물들 중 가장 오래된 축에 속한다.

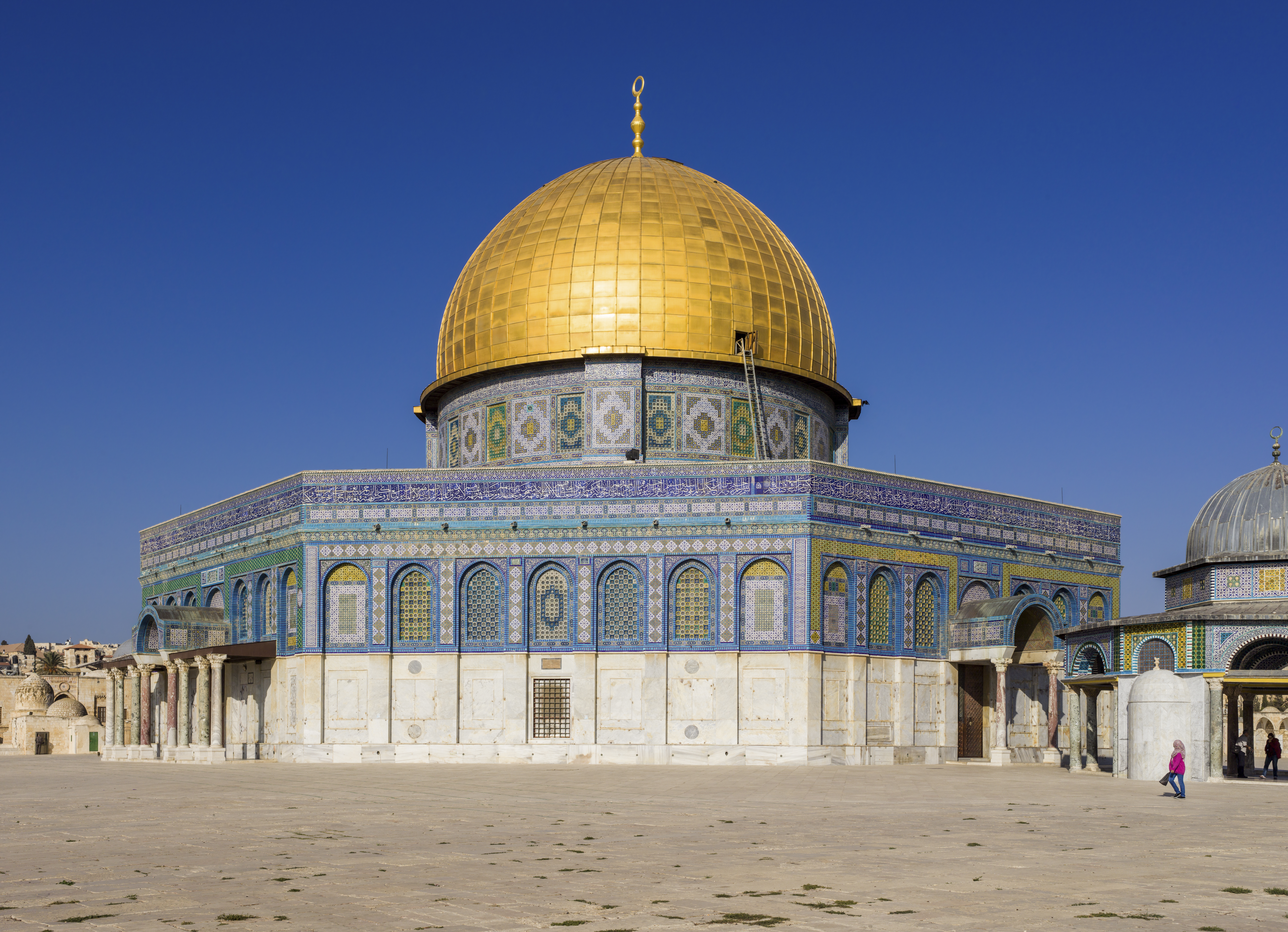
성전산 중앙부에 있는 바위의 돔

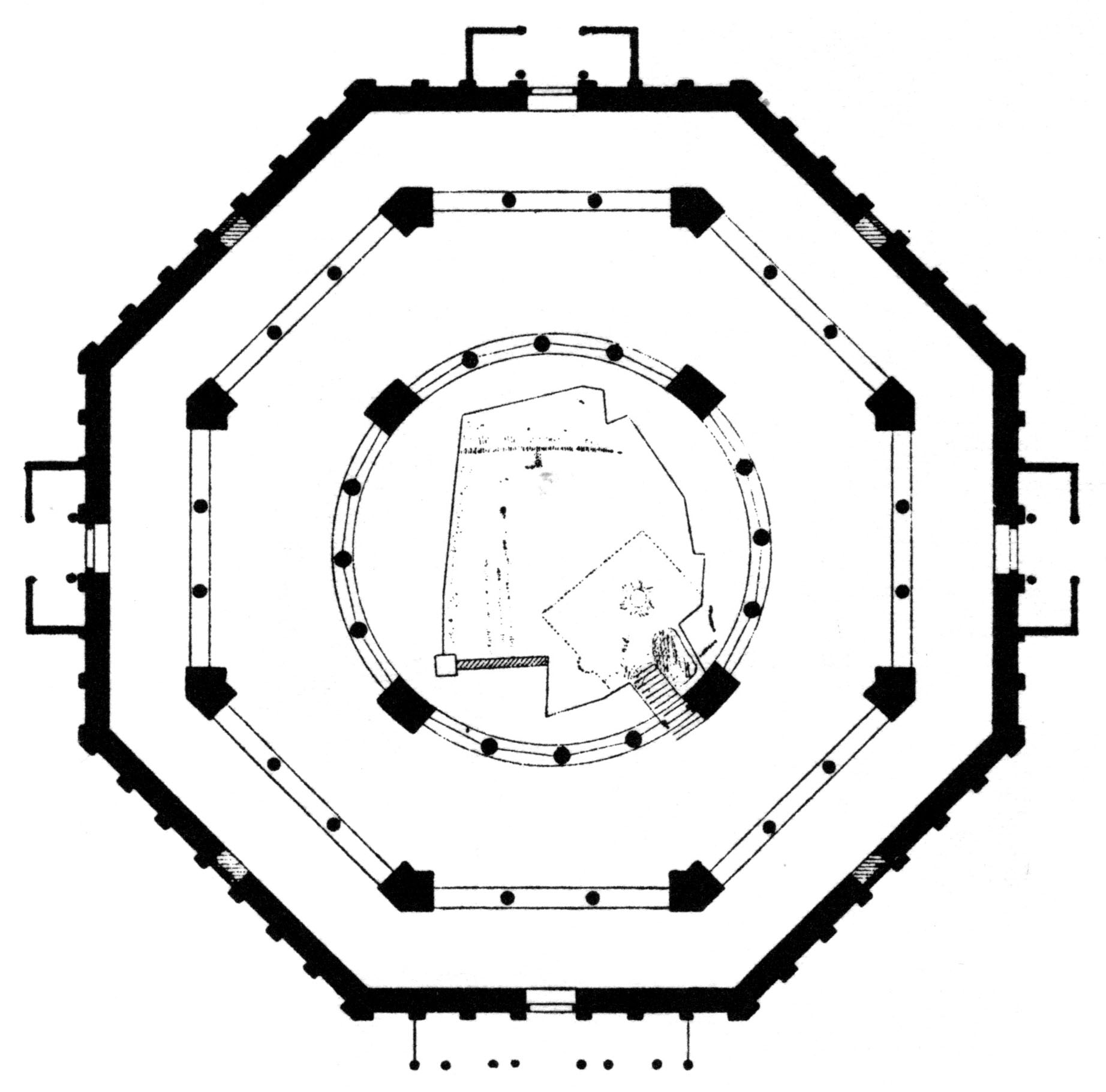
바위의 돔 내부 구조

바위의 돔 사원의 전체적인 건축은 당시 동로마 제국의 궁전 양식에 영향을 받은 것으로 보인다. 바위의 돔 사원은 오스만 제국 시대와 현대에 전면적인 개보수 공사를 거치며 그 외관에 변형이 가해졌다. 대표적인 예가 사원 꼭대기에 있는 황금으로 만든 돔인데, 이 돔은 1959년과 1993년에 만들어진 것이다.
바위의 돔이 세계에서 가장 신성한 장소로 불리는 이유는 바로 이 사원 속에 모셔져 있는 바위 때문이다. 이슬람교에서는, 이 바위에서 신에 의해 천지가 창조되었으며, 최초의 인간인 아담이 이 곳에서 생명을 얻었다고 믿는다. 또한 이 곳에서 아브라함이 자신의 아들 이삭을 신에게 제물로 바치려 했다고 하며, 성령이 가장 강하게 임하는 곳이라고 믿는다. 특히 이슬람교에서는, 이 곳에서 예언자 무함마드가 승천하였다고 하여 성스러운 공간으로 여긴다. 
바위의 돔 사원은 '예루살렘의 가장 기념비적인 랜드마크'라는 이름으로, 통곡의 벽, 거룩한 무덤 성당과 함께 유네스코 세계유산에 등재되었다. 사원은 고고학적으로 확실하게 판명된 이슬람교 지배자에 의해 건축된 건물들 중, 가장 오래된 건물일 뿐만 아니라, 사원의 벽과 천장에는 이슬람교의 교리와, 예언자 무함마드의 설교 내용이 아름다운 모양으로 적혀져 있다.

## 개요

### 기본 구조
바위의 돔 사원은 기본적으로 팔각형 구조이다. 건물 상부에는 거대한 돔이 얹혀져 있는데, 이 돔은 지름이 약 20m이다. 이 돔은 거대한 원통 모양의 구조 위에 얹혀져 있고, 이 원통 모양 구조 둘레를 팔각형 모양의 회랑이 둘러싸고 있다. 이 회랑은 24개의 기둥으로 만들어져 있고, 전체적으로 사원 한가운데에 있는 성스러운 바위를 감싸안고 있는 형태를 취하고 있다. 회랑 겉면의 외벽 또한 팔각형 구조로 만들어져 있는데, 외벽의 높이는 대략 11m이고, 너비는 18m이다. 
또한 외벽과 돔 하부의 원통형 구조에는 많은 개수의 창문들이 나있어 빛이 건물 안으로 스며들어올 수 있게 설계하였다. 

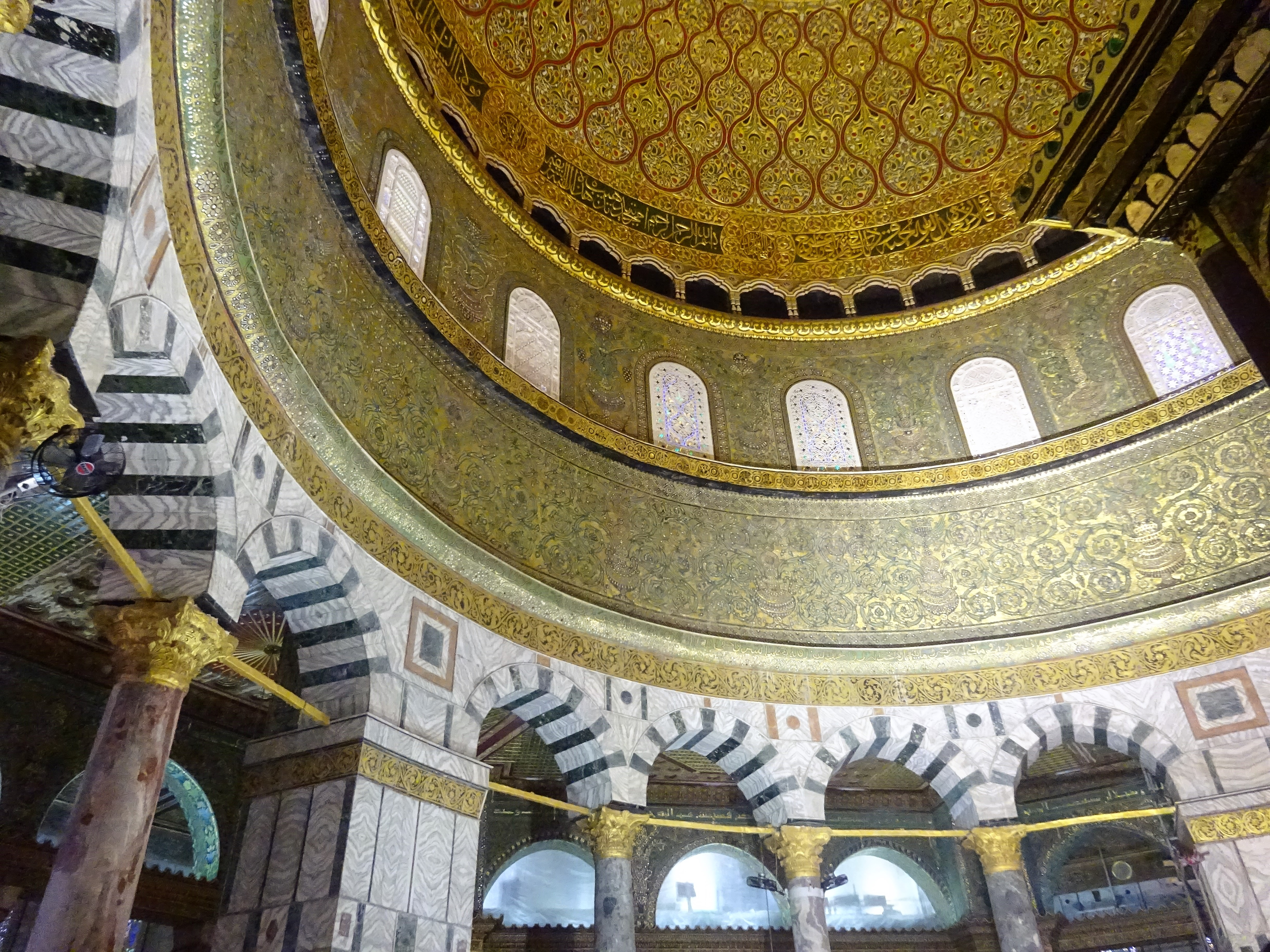
돔 내부 모습

### 내부 장식
사원 내부는 대부분 모자이크, 도자기, 대리석 등으로 호화롭게 꾸며져 있다. 이 재료들은 대부분 수 세기에 걸쳐져 후대에 추가된 것으로, 수많은 이슬람 지도자들과 단체들의 기부와 후원으로 인해 만들어진 것들이다. 또한 이 위에는 이슬람의 경전 '쿠란'의 교리가 써져 있다.  돔 근처에 있는 비석에는 사원이 처음으로 지어진 해, 즉 기원후 691년의 연도가 적혀 있다. 다만 원래 이 비석에는 원래 이 사원의 건설자였던 칼리프 아브드 알마리크의 이름이 새겨져 있었지만, 7세기에 칼리프 알마으문이 사원을 새롭게 단장하면서, 그의 이름을 지우고 자신의 이름을 새롭게 써넣었다. 

### 외부 장식
바위의 돔 외부 타일 꼭대기에는 쿠란에 나오는 36번째 수라, 야 씬이 새겨져 있다. 이 타일은 16세기 쉴레이만 대제에 의해 붙여졌고, 17번 째 수라인 알이스라를 새겨놓은 타일이 그와 함께 같이 붙여져 있다. 참고로 알이스라는 예언자 무함마드의 밤 여정에 대해서 설명해 놓은 쿠란의 수라이다. 

## 같이 보기
- 새 예루살렘